# Imko's
Imko's was een restaurant in IJmuiden in Nederland. Het werd geopend in 1994 en was een zogenaamd fine dining restaurantdat in de periode 1999-2003 een Michelinster had.
Het restaurant had veel te lijden van de verpaupering van het havengebied in IJmuiden en de daardoor veroorzaakte terugloop in klandizie. Patron-chef Binnerts probeerde het restaurant in 2003 te verkopen maar slaagde daar niet in. Gevolg hiervan was dat het restaurant in 2004 failliet ging. Het gebouw zelf, geen bezit van Binnerts, werd uiteindelijk in 2007 gesloopt.
Eigenaar en chef-kok was Imko Binnerts, die als kok gespecialiseerd is in vis en zeevruchten.